# Książę i żebrak (film 1977)
Książę i żebrak (tytuł oryg. The Prince and the Pauper, 1977) – angielsko-amerykański kostiumowy dramat przygodowy w reżyserii Richarda Fleischera na podstawie powieści Marka Twaina pod tym samym tytułem.

## Opis fabuły
Żebrak Tom Canty przez przypadek trafia na dwór królewski, gdzie spotyka młodego księcia Edwarda Tudora. Obaj dochodzą do wniosku, że są do siebie łudząco podobni. Dlatego postanawiają dla zabawy zamienić się ubraniami. Edward w przebraniu żebraka opuszcza zamek ciekawy świata zewnętrznego. Natomiast Tom pozostaje na zamku w przebraniu księcia.

## Obsada (główne role)[1]
- Mark Lester jako książę Edward Tudor oraz żebrak Tom Canty (podwójna rola)
- Oliver Reed jako Miles Hendon
- Charlton Heston jako król Henryk VIII
- Ernest Borgnine jako John Canty, ojciec Toma